# Preferencje homotetyczne
W teorii konsumenta preferencje są nazywane homotetycznymi, jeśli mogą być reprezentowane przez funkcję użyteczności, która jest homogeniczna stopnia 1.: Na przykład w gospodarce z dwoma towarami x, y, preferencje homotetyczne mogą być reprezentowane przez funkcję użyteczności u, która ma następującą właściwość: dla każdego a>0:
{\displaystyle u(a*x,a*y)=a*u(x,y).}
W matematyce funkcja homotetyczna jest monotoniczną transformacją funkcji, która jest jednorodna; jednak, ponieważ porządkowe funkcje użyteczności są definiowane tylko z dokładnością do przekształcenia monotonicznego, w teorii konsumenta istnieje niewielkie rozróżnienie między tymi dwoma pojęciami.
W modelu, w którym konkurencyjni konsumenci optymalizują homotetyczne funkcje użyteczności przy ograniczeniu budżetowym, proporcje towarów pożądanych przez konsumentów będą zależały jedynie od cen względnych, a nie od dochodów czy rozmiarów skali. Przekłada się to na liniową dochodową krzywa konsumpcji: nachylenie krzywych obojętności jest stałe wzdłuż promieni rozpoczynających się od punktu początkowego. To znaczy, że krzywa Engla jest liniowa dla każdego dobra.
Co więcej, pośrednia funkcja użyteczności może być zapisana jako liniowa funkcja majątku {\displaystyle w{:}}
{\displaystyle v(p_{x},p_{y},w)=f(p_{x},p_{y})*w,}
co jest szczególnym przypadkiem formy polarnej Gormana. Dlatego też, jeśli wszyscy konsumenci mają preferencje homotetyczne (o tym samym współczynniku w odniesieniu do majątku), to zagregowany popyt można obliczyć poprzez uwzględnienie tylko jednego „reprezentatywnego konsumenta”, który ma te same preferencje i ten sam zagregowany dochód.

## Przykłady
Funkcje użyteczności o stałej elastyczności substytucji (CES) są homotetyczne. Mogą być one reprezentowane przez funkcję użyteczności, taką jak:
{\displaystyle u(x,y)=\left(\left({\frac {x}{w_{x}}}\right)^{r}+\left({\frac {y}{w_{y}}}\right)^{r}\right)^{1/r}.}
Funkcja ta jest jednolita dla stopnia 1:
{\displaystyle u(ax,ay)=\left(a^{r}\left({\frac {x}{w_{x}}}\right)^{r}+a^{r}\left({\frac {y}{w_{y}}}\right)^{r}\right)^{1/r}=(a^{r})^{1/r}\left(\left({\frac {x}{w_{x}}}\right)^{r}+\left({\frac {y}{w_{y}}}\right)^{r}\right)^{1/r}=au(x,y).}
Liniowe funkcje użyteczności, funkcje użyteczności Leontiefa i Cobba-Douglasa są szczególnymi przypadkami funkcji CES, a zatem są również homotetyczne.
Z drugiej strony, quasiliniowe funkcje użyteczności nie zawsze są homotetyczne. Na przykład funkcja {\displaystyle u(x,y)=x+{\sqrt {y}},} nie może być reprezentowana jako funkcja jednorodna.

## Międzyokresowość vs. wewnątrzokresowość preferencji homotetycznych
Preferencje są międzyokresowo homotetyczne, jeśli w tym samym czasie konsumenci o różnych dochodach, ale mający te same ceny i identyczne preferencje będą domagać się towarów w tych samych proporcjach.
Preferencje są wewnątrzokresowo homotetyczne, jeśli w danych przedziałach czasu, bogaci i biedni decydenci są równie niechętni wobec proporcjonalnych wahań w swojej konsumpcji.
Współczesne modele makroekonomiczne i z zakresu finansów publicznych często przyjmują stałą względną awersję do ryzyka dla użyteczności okresowej (nazywanej również użytecznością izoelastyczną). Powodem jest to, że w połączeniu z addytywnością w czasie daje to homotetyczne preferencje wewnątrzokresowe i ta homotetyczność ma istotne znaczenie analityczne (np. pozwala na analizę stanów stabilnych w modelach wzrostu tzw. steady state). Założenia te implikują, że elastyczność substytucji wewnątrzokresowej j i jej odwrotność, czyli współczynnik awersji do ryzyka, są stałe.

## Dowody
Wiadomo jednak, że w rzeczywistości wzorce konsumpcji zmieniają się wraz z zamożnością. Oznacza to, że preferencje nie są w rzeczywistości homotetyczne. Wiadomo również, że zmiany cen względnych wpływają na ludzi w różny sposób, nawet jeśli wszyscy mają do czynienia z tym samym zestawem cen.